# جریانت
جریانت (به ایتالیایی: Griante) یک کومونه در ایتالیا است که در استان کومو واقع شده‌است.

## خصوصیات
جریانت ۶٫۱ کیلومترمربع مساحت و ۶۳۶ نفر جمعیت دارد و ۲۷۴ متر بالاتر از سطح دریا واقع شده‌است.